# D III 88
D III 88 ist ein nationalsozialistischer Kriegs- und Propagandafilm. Er entstand 1939 unter der Regie von Herbert Maisch.
Es handelt sich heute um einen Vorbehaltsfilm der Friedrich-Wilhelm-Murnau-Stiftung. Er gehört damit zum Bestand der Stiftung, ist nicht für den Vertrieb freigegeben, und darf nur mit Zustimmung und unter Bedingungen der Stiftung gezeigt werden.

## Handlung
Der beliebte Oberwerkmeister Bonicke muss nach einer Verletzung den geliebten Dienst im Fliegerhorst quittieren.
Nach einem Streit zwischen den beiden Obergefreiten Fritz und Robert überredet Fritz seinen Kameraden Robert zu einem gefährlichen Flugmanöver, was zu einer Notlandung führt, worauf der Vorgesetzte Mithoff ein Flugverbot für die beiden verhängt. Bonicke sorgt jedoch dafür, dass die beiden wieder fliegen dürfen. Über der Nordsee kommt es für Fritz und Robert erneut zu einer Notlandung. Bonicke macht sich mit seiner alten Maschine, einer Fokker Dr.I mit der Registriernummer D III 88, auf die Suche nach den beiden und schafft es, ein Schiff zur Unglücksstelle zu lotsen, dabei kommt er jedoch ums Leben.
Der Film Kampfgeschwader Lützow von 1941, teils mit gleichen Mitwirkenden, gilt als eine Fortsetzung des Themas.

## Produktion und Rezeption
Der Film wurde von der Tobis Filmkunst produziert und verliehen. Die deutsche Erstaufführung fand am 26. Oktober 1939 in Stralsund statt.
In der Zeit des Nationalsozialismus wurde dem Film von der Filmprüfstelle das Prädikat „staatspolitisch besonders wertvoll“ zuerkannt. Nach Ende des Zweiten Weltkrieges wurde er wegen der in ihm enthaltenen Kriegspropaganda als Vorbehaltsfilm eingestuft. Seine öffentliche Aufführung ist seitdem nur eingeschränkt möglich. Heute beansprucht die Friedrich-Wilhelm-Murnau-Stiftung die Auswertungsrechte.

## Kritik
Der Film glorifiziert den „Geist der Frontflieger“ des Ersten Weltkriegs, der den Soldaten der neuen Luftwaffe eingehämmert wird. Der ranghöchste Sprecher führt aus: „[I]m Dienst gibt es nur den Einsatz der ganzen Person. Reibungslose Zusammenarbeit, bedingungslose Hingabe.“ Die Perspektive der Frontsoldaten des Ersten Weltkriegs wird auch, typisch für den nationalsozialistischen Film, gegen die Novemberrevolution verwendet und kolportiert dabei die Dolchstoßlegende.
Das Filmprogramm schrieb dazu: „Der Frontgeist 1918 geht nicht nur in kämpferischen Erinnerungen, sondern auch in soldatisch echten, liebenswerten Gestalten durch diesen Film. Sie schlagen die lebende Brücke von dem Geist von 1918 zum wiedergekehrten heutigen Frontgeist. Und darin liegt der tiefste Sinn dieses Films der deutschen Luftwaffe“.